# CEIBA Intercontinental
CEIBA Intercontinental è una compagnia aerea con sede a Malabo, Guinea Equatoriale, e con hub presso l'aeroporto Internazionale di Malabo.

## Storia
Nel 2009, l'Agence France Press (AFP) ha riferito che l'amministratore delegato di CEIBA Intercontinental Mamadou Jaye, cittadino senegalese di origine gambiana, aveva lasciato la Guinea Equatoriale con una valigia contenente 3,5 miliardi di franchi CFA (circa 5 milioni di euro o 6,5 milioni di dollari statunitensi) e parti di ricambio per aeromobili ATR per negoziare accordi commerciali con Costa d'Avorio, Gambia, Ghana e Senegal e per stabilire un ufficio nell'Africa occidentale per CEIBA. Il rapporto affermava che Jaye non era mai tornato in Guinea Equatoriale. Jaye ha negato di aver preso soldi dalla società e ha intentato una causa contro Rodrigo Angwe, il corrispondente di Malabo per Agence France Presse e Radio France Internationale (RFI) che ha presentato la faccenda. Angwe ha usato un dipendente come fonte; il dipendente ha detto di aver ricevuto l'informazione da internet. Dopo l'ammissione del dipendente, AFP e RFI hanno ritrattato la storia. Jaye ha accusato Angwe di aver pubblicato lui stesso l'articolo su Internet.
La compagnia aerea è nell'elenco dei vettori aerei soggetti a divieto operativo nell'Unione europea, ma effettua voli verso destinazioni europee tramite un accordo di wetlease con White Airways ed Ethiopian Airlines. In effetti la flotta sembra decisamente sovradimensionata rispetto alle effettive possibilità dell'azienda.

## Flotta
A dicembre 2022 la flotta di CEIBA Intercontinental è così composta:

## Incidenti
- Il 5 settembre 2015, nella collisione aerea di Lougoundo, il volo CEIBA Intercontinental 71, un Boeing 737 in rotta da Dakar, Senegal, a Malabo, Guinea Equatoriale, si è scontrato a mezz'aria con un Hawker Siddeley HS-125 in servizio di aeroambulanza operato da Senegalair. Il 737 è stato leggermente danneggiato ed è riuscito ad atterrare in sicurezza a Malabo, ma l'HS-125, dopo essere rimasto in volo per quasi un'ora con l'equipaggio incosciente, alla fine si è schiantato nell'oceano, provocando la morte di tutte e sette le persone a bordo.[12]